# Ювілейне (Чечня)
Ювілейне (рос. Юбилейное) — село у Наурському районі Чечні Російської Федерації.
Населення становить 796 осіб. Входить до складу муніципального утворення Лівобережненське сільське поселення.

## Історія
Згідно із законом від 14 липня 2008 року органом місцевого самоврядування є Лівобережненське сільське поселення.

## Населення
| 1990 | 2002 | 2010 |
| ---- | ---- | ---- |
| 596  | ↘482 | ↗796 |